# Operação Entebbe

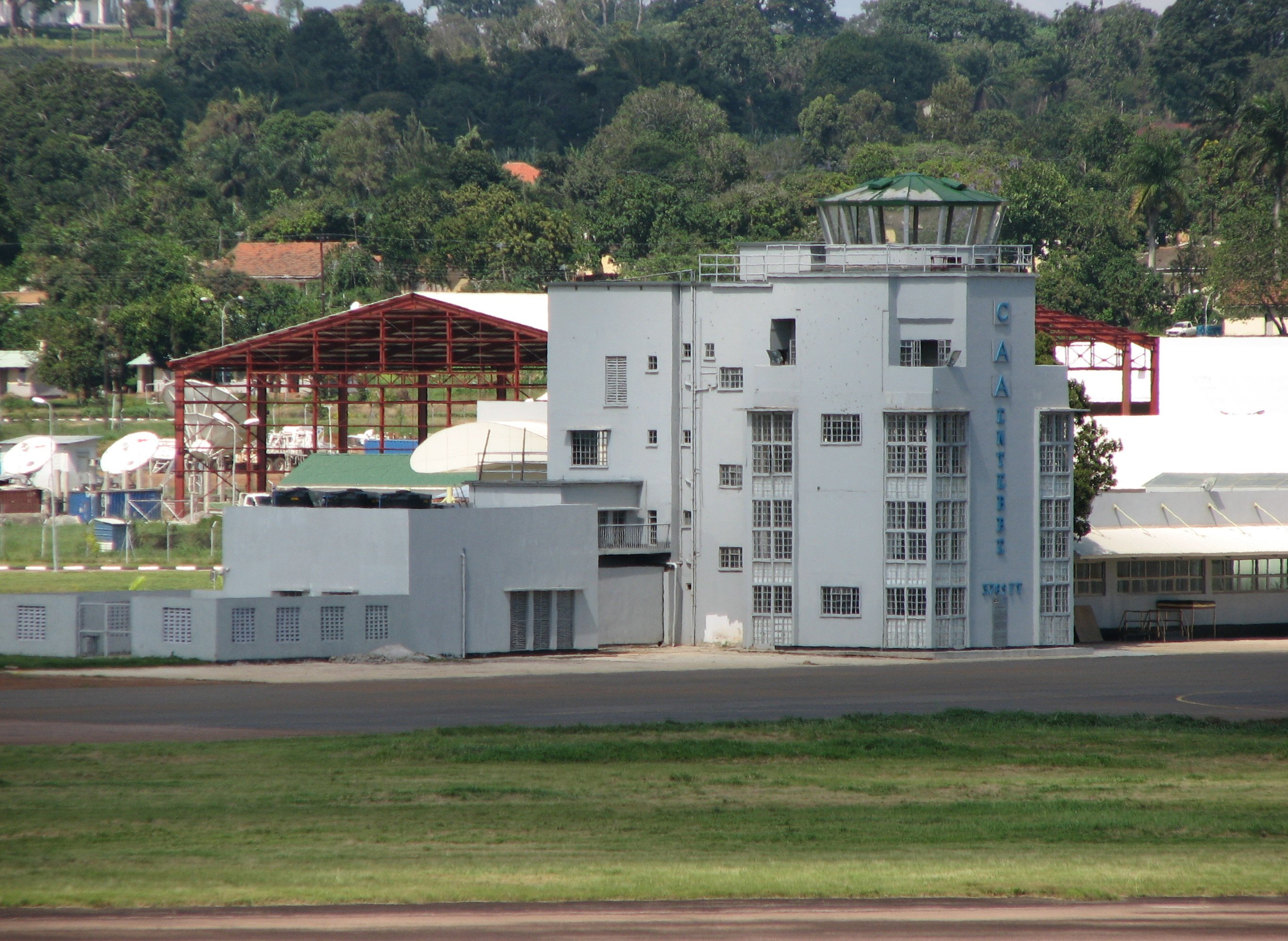
O antigo terminal do aeroporto

A Operação Entebbe foi uma missão de resgate contraterrorista levada a cabo pelas Forças de Defesa de Israel no Aeroporto Internacional de Entebbe em Uganda no dia 4 de julho de 1976. Uma semana antes, em 27 de junho, uma aeronave da companhia aérea Air France com 248 passageiros havia sido sequestrada por membros da Frente Popular para a Libertação da Palestina e das Células Revolucionárias da Alemanha e desviada para Entebbe, o principal aeroporto de Uganda. O governo local apoiou os sequestradores, que receberam as boas-vindas do ditador Idi Amin. Os sequestradores separaram os israelenses e judeus dos outros passageiros e tripulação, forçando-os a entrar em outra sala Naquela tarde, 47 reféns não-israelenses foram libertados. No dia seguinte, 101 reféns não-israelenses foram libertados e partiram a bordo da aeronave da Air France. Mais de cem passageiros israelenses e judeus, junto com o piloto Michel Bacos (não-judeu), permaneceram reféns e foram ameaçados de morte.
A missão foi originariamente denominada de "Operação Thunderbolt", depois, foi rebatizada como "Operação Yonatan", em homenagem ao comandante do contingente militar, o tenente-coronel Yonatan Netanyahu (irmão do primeiro-ministro israelita Benjamin Netanyahu), único militar israelita morto em combate. Porém, ficou mundialmente conhecida como "Operação Entebbe" (nome do aeroporto, onde se sucederam os factos) e já foi tema de inúmeros filmes e livros. É considerada por muitos especialistas como a missão de resgate mais complexa e perfeita de todos os tempos.
Essa foi a missão mais famosa da unidade de forças especiais de elite, Sayeret Matkal, cujas atividades consistem em tempos de paz, em desenvolver constantemente táticas, formação e treinamento para outras forças especiais antiterroristas estrangeiras, como o SAS (Reino Unido), GSG 9 (Alemanha), entre outros. Foi a primeira vez que Israel mostrou-se ao mundo, no que toca a uma intervenção antiterrorista, longe da pátria. Dessa forma mostrou que Israel estava no topo no combate contra o terrorismo, na vertente militar.

## O sequestro
O drama dos reféns começou, no dia 27 de junho de 1976, com o sequestro de um Airbus A300 da Air France, que fazia a ligação Tel Aviv-Paris, com escala em Atenas (Grécia), levando 258 pessoas a bordo.
Pilotado pelo comandante Michel Bacos, o avião francês decolou do Aeroporto Internacional Ben Gurion às 8h59, chegando em Atenas às 11h30. Desembarcaram 38 passageiros e embarcaram outros 58, entre os quais, os quatro sequestradores. O total a bordo era, então, de 246 pessoas, mais a tripulação.
Vinte minutos após o meio-dia, o avião já cruza os céus novamente rumo ao seu destino final, Paris. Oito minutos após a decolagem, enquanto as aeromoças preparam-se para servir o almoço, os terroristas assumem o controle do avião. Eram quatro, dois dos quais possuíam passaportes de países árabes (Jalil al-Arja e Abdel-Latif Abel-Razek al-Samrai), um do Peru com o nome de A. Garcia (na verdade, Wilfried Böse) e uma mulher do Equador de nome Ortega (na verdade, Brigitte Kuhlmann), estes dois últimos, posteriormente identificados como membros de uma das Células Revolucionárias (em alemão Revolutionäre Zellen) - rede de grupos militantes armados da Alemanha Ocidental, sendo que o mais conhecido desses grupos foi o Baader-Meinhof. Os quatro terroristas haviam vindo do Kuwait pelo voo 763 da Singapore Airlines e iam com destino a Bahrein. Entretanto, ao desembarcar em trânsito (na Grécia), os quatro dirigiram-se ao check-in do voo da Air France.
As autoridades aeroportuárias em Israel e a estação de controle da Air France percebem que perderam contato com o voo AF 139, alguns minutos após a decolagem em Atenas. Os ministros de Transporte e da Defesa, que participam da reunião semanal do gabinete com o primeiro-ministro Yitzhak Rabin, são imediatamente informados. Apesar de não saber ainda o que acontecia a bordo, o setor de operações das Forças de Defesa de Israel (FDI) prepara-se para um eventual pouso da aeronave em Lod, onde situava-se o Aeroporto Internacional Ben Gurion.
Por volta das 14 horas do dia 27 de junho, o Airbus comunica-se com a torre de controle do aeroporto de Bengasi, na Líbia, solicitando combustível suficiente para mais quatro horas de voo, além de pedir que o representante local da Frente Popular para a Libertação da Palestina (FPLP) fosse encaminhado ao local. Na verdade, uma parte dos sequestradores era ligada a uma dissidência da FPLP baseada no Yemene liderada pelo Dr. Wadie Haddad. Às 15 horas, a aeronave aterrissa em Bengasi e apenas uma mulher é libertada. Ela consegue convencer os terroristas e um médico líbio que está grávida e sob risco de aborto. Na verdade, está indo para o enterro de sua mãe em Manchester, Inglaterra.
Em Israel, terminada a reunião, o primeiro-ministro convoca ao seu gabinete alguns ministros – Shimon Peres, da Defesa; Yigal Allon, das Relações Exteriores; Gad Yaakobi, dos Transportes; e Zamir Zadok, da Justiça. Sendo qual fosse o desfecho da história, esses homens teriam que tomar decisões e estavam-se preparando para isso, pois já sabiam que dentre os passageiros havia 77 de nacionalidade israelense. Rígida censura é imposta aos meios de comunicação para que não divulguem listas de passageiros e para impedir a veiculação de informações que possam, de alguma maneira, ajudar os sequestradores. Iniciam-se, também, contatos com os familiares dos viajantes. Em Bengasi o avião permanece seis horas e meia, durante as quais é reabastecido - "por preocupação humanitária do governo líbio para com os passageiros", segundo o coronel Muamar Kadafi, presidente da Líbia.
Às 21 horas e 50 minutos, o Airbus parte de Bengasi, voando à noite em direção ao sul, sobre o Saara líbio e o Sudão, afastando-se cada vez mais do Oriente Médio, e chegando ao aeroporto de Entebbe, por volta das três da manhã do dia 28 de junho. Os reféns foram então conduzidos para o prédio do antigo terminal do aeroporto. Em Israel, as unidades da FDI, em alerta no aeroporto, recebem ordens para retornar às suas bases. O que aconteceria dali em diante não exigiria medidas especiais em território israelense.

## As exigências
Na terça-feira, dia 29 de junho, uma mensagem vinda de Paris, que primeiramente foi divulgada pela rádio de Uganda, revela os objetivos dos sequestradores: a libertação até às 14 horas do dia 1 de julho de 53 terroristas – 13 detidos em prisões da França, Alemanha Ocidental, Suíça e Quênia, e 40 em Israel. Caso suas reivindicações não fossem atendidas explodiriam o avião com todos os passageiros.
Israel, a nação mais afetada, havia sempre deixado claro que nunca negociaria com o terrorismo e que estava preparado para derramar o sangue de seus cidadãos a fim de se ater a seus princípios. Em maio de 1974, por exemplo, terroristas tinham sequestrado os alunos de uma escola de Maalot, na Galileia; as Forças de Defesa de Israel (FDI) invadiram o edifício e fuzilaram os pistoleiros, mas à custa de 22 crianças mortas. Em Entebbe, entretanto, parecia impossível que Israel reagisse, pois apenas 105 reféns eram judeus - e o governo israelense seria criticado pela opinião pública mundial se pusesse em risco a vida dos outros.
Na quarta-feira, 30 de junho, França e Alemanha afirmam que não soltariam os terroristas, posição que se supunha seria a mesma de Israel. A França, no entanto, revela uma certa flexibilidade ao anunciar que seguiria a posição do governo israelense que, até então, mantinha-se em compasso de espera, aguardando o desenrolar dos acontecimentos.

## A posição deIdi Amin Dada
As dúvidas que pairavam sobre as autoridades israelenses eram duas: Uganda seria o destino final dos sequestradores ou apenas uma escala para abastecimento? E como estaria reagindo o governo de Idi Amin Dada,  ditador de Uganda, diante dos acontecimentos – seriam anfitriões hostis ou parceiros ao sequestro? Afinal, desde 1972, as relações entre Israel e Uganda haviam se deteriorado muito, pois o governo israelense havia-se recusado a fornecer aviões a jato F-4 Phantom II ao país, sabendo que Uganda pretendia usá-los para bombardear os vizinhos Quênia e Tanzânia. Na ocasião, Idi Amin expulsou todos os israelenses do país.
Oficialmente, o governo de Uganda adotou uma atitude neutra em relação aos sequestradores, mas na realidade eles eram bem-vindos. Líderes palestinos encontravam-se no aeroporto para receber o avião, bem como unidades do Exército de Uganda. Era evidente a colaboração de Idi Amin com os guerrilheiros, pois, soube-se depois, que outros integrantes da Frente Popular para a Libertação da Palestina foram transportados de Mogadíscio, na Somália, para o terminal em Uganda onde estavam os sequestradores e seus reféns, no jato particular do ditador. As dúvidas estavam, portanto, dissipadas. Caberia, agora, Israel elaborar um plano de resgate que pudesse levar à solução do impasse num exíguo prazo.

## A libertação dos reféns não-israelenses
Curiosamente, na mesma quarta-feira (30/06), foram os próprios terroristas que desperdiçaram sua maior vantagem. Sem atinar para as implicações de seu ato, separaram os reféns não-israelenses e, aparentemente num gesto de consideração para com os outros países, permitiram que 47 reféns – exceto cidadãos israelenses –, retomassem sua viagem para a França. O capitão Bacos e sua tripulação recusam-se a acompanhar o grupo, afirmando que não abandonariam os demais passageiros. Uma freira francesa também insiste em ficar, mas é impedida pelos terroristas e pelos soldados ugandenses.
A libertação de alguns reféns e a evidência cada vez maior de que o principal alvo dos terroristas era pressionar Israel, aumentam a tensão no país e a pressão dos familiares para que o país atenda às exigências dos sequestradores. Nos círculos militares e altos escalões do governo, reuniões e mais reuniões são realizadas, além do levantamento de informações feito pela Inteligência em busca de dados que possam ser úteis a uma eventual ação de resgate. Novos nomes integram-se às reuniões entre as FDI e os ministros, entre os quais, o general brigadeiro Dan-Shomron, 48 anos, chefe dos pára-quedistas e oficial de infantaria; o general Benni Peled; e Ehud Barak, vice-diretor do Serviço de Inteligência das FDI.
A confirmação dada pelos reféns soltos, meticulosamente entrevistados pelos serviços secretos da França e de Israel, de que o governo de Idi Amin estava apoiando os terroristas foi fundamental para as medidas que seriam tomadas por Israel a partir de 1 de julho, quinta-feira, quando, 90 minutos antes de expirar o prazo dado pelos sequestradores, o gabinete se reúne e aprova o início de negociações com os terroristas. Estes, por sua vez, afirmam não estar interessados em negociações e sim no atendimento de suas reivindicações, estendendo o prazo até às 14h do dia 4 de julho.

## As opções de Israel
Nesse 1 de julho, o Serviço de Inteligência descobre que o aeroporto de Entebbe havia sido construído por uma empresa israelense – Solel Boneh, o que possibilita o acesso às plantas originais do local. Cada vez mais, após intensos encontros com oficiais do exército, Peres convence-se de que a opção militar é possível e que é apenas uma questão de tempo para que todas as peças do quebra-cabeça se encaixem. A princípio os israelenses trabalham com três opções:
1ª) Um lançamento de paraquedistas no Lago Vitória e um silencioso desembarque em Entebbe usando barcos de borracha;
2ª) Um cruzamento em grande escala do Lago Vitória, partindo da margem queniana - usando barcos que poderiam ser alugados, emprestados ou simplesmente roubados;
3ª) Um pouso direto em Entebbe, seguido de um assalto rápido e uma remoção imediata dos reféns por ar por forças especiais da unidade Sayeret Matkal.
As duas primeiras opções foram rapidamente descartadas, uma vez que, após libertar os reféns, os israelenses iriam depender da ajuda de Idi Amin ou da intervenção da ONU para sair de Uganda - hipóteses que, devido àquela conjuntura, eram praticamente impossíveis de se alcançar sem um significativo número de baixas. Sendo assim o assalto direto a Entebbe seria a opção adotada.
O General-Brigadeiro Dan-Shomron é nomeado comandante da missão em terra e Yonatan (Yoni) Netanyahu, comandante da unidade Sayeret Matkal, comandante da força-tarefa que a executará. Uma réplica do antigo terminal de Entebbe é construída para simulação da operação, com base nas plantas obtidas junto à Solel Boneh e em fotografias aéreas, e os comandos começam a treinar. Enquanto isso, o grupo de reféns libertados chega a Paris. Trazem duas informações essenciais para Israel: a primeira, de que haveria menos pessoas para resgatar; a segunda, de que apenas israelenses estavam sendo mantidos como reféns, além da tripulação, o que, para o governo, significava que os sequestradores possivelmente acabariam matando a todos, mesmo que suas exigências fossem atendidas.
Na sexta-feira, 2 de julho, os chefes dos comandos da missão, então denominada "Thunderbolt", apresentam os planos detalhadamente para Shomron. Duas horas depois, Yoni reúne-se com os oficiais para as ordens finais, antes de mais uma simulação na réplica do aeroporto, incluindo o pouso dos aviões nas pistas sem iluminação de Entebbe. O ensaio levou 55 minutos, do momento em que o avião aterrissou até a sua decolagem. A preocupação maior entre todos os envolvidos é obter o máximo do "elemento-surpresa".
O ponto fundamental do plano era fazer aterrissar em Entebbe, no meio da noite, quatro aviões Hércules C-130 de transporte, que descarregariam tropas da unidade Sayeret Matkal e veículos. Para evitar que os aviões fossem detectados, o primeiro Hércules seguiria imediatamente atrás de um avião de carga inglês cujo voo regular era esperado no aeroporto de Entebbe.

## As tropas de assalto
As tropas que realizariam a ação em terra estavam divididas em cinco grupos de assalto:
- Grupo de Assalto 1: se encarregaria da segurança da pista e dos aviões (era formado por 33 médicos que também eram soldados);
- Grupo de Assalto 2: tomar o edifício do antigo terminal e libertar os reféns;
- Grupo de Assalto 3: tomar o edifício do novo terminal;
- Grupo de Assalto 4: impedir a ação das unidades blindadas de Idi Amin (estacionadas em Campala, a 37 km de distância) e destruir os aviões de combate ugandenses MiG 17 e MiG 21 estacionados no aeroporto, para impedir uma possível perseguição. Este grupo também iria cobrir a estrada de acesso ao aeroporto, pois sabia-se que o Exército ugandense tinha tanques T-54 soviéticos e carros blindados OT-64 tchecos para transporte de tropas estacionados na capital.
- Grupo de Assalto 5: evacuar os reféns, conduzindo-os para o C-130 Hercules que estaria à espera e seria reabastecido no local ou em Nairóbi, no vizinho Quênia - um dos poucos países africanos amigos de Israel.

Na medida do possível, tudo foi feito para eliminar os riscos. Sabia-se, por exemplo, que Amin uma vez chegara a Entebbe num Mercedes preto escoltado por um Land Rover, e veículos como esses foram embarcados no Hércules que iria à frente, com o objetivo de confundir os ugandenses nos vitais primeiros minutos. Na madrugada do dia 3 de julho, sábado, Motta Gur telefona para Peres e o informa que os homens estão preparados e que a operação pode ser executada.

## O início da operação
De fato, o elemento surpresa foi provavelmente o maior trunfo que Israel possuía. De acordo com Shomron: "Têm mais de 100 pessoas sentadas no chão numa sala pequena, rodeadas por terroristas com o dedo no gatilho. Poderiam disparar numa fração de segundos. Nós tínhamos de voar durante sete horas, aterrar em segurança, conduzir até à área do terminal onde os reféns eram mantidos, entrar e eliminar todos os terroristas antes que algum deles pudesse abrir fogo." Na realidade, ninguém esperar que os israelenses tomassem tantos riscos era precisamente a razão que os levaria até eles.
No Aeroporto Internacional Ben Gurion, os aviões começaram a levantar voo a partir das 13h20 do dia 3 de Julho, porém, tomaram direções diferentes, a fim de não chamarem a atenção da população e da imprensa. Saliente-se que, até esse momento, a missão de resgate ainda não havia sido formalmente aprovada pelo gabinete israelense. A partida dos aviões fora autorizada pessoalmente por Rabin, senão não haveria tempo hábil para sua execução.
Enquanto os ministros se reúnem para analisar as possíveis alternativas para a situação, incluindo a possibilidade de o país atender às exigências dos terroristas, os aviões aterrissam em Sharm el Sheikh, na região do deserto do Sinai, para abastecer e partem novamente rumo a Uganda, voando em direção ao sul, a baixa altitude sobre o Mar Vermelho para não serem detectados por sistemas de radares. Foi a partir daí que o plano foi revelado ao Conselho de Ministros, que autorizaram que a operação continuasse.
O primeiro ponto fundamental do plano era aterrissar o primeiro Hércules imediatamente atrás do avião de carga inglês que estava sendo esperado em terra, pois este não apenas absorveria a atenção dos operadores de radar ugandenses como também encobriria o ruído feito pêlos aviões israelenses. A precisão tinha de ser absoluta - e foi.
Sete horas depois da decolagem, a força israelense aproximava-se de Entebbe, num céu carregado de chuva, sempre na escuta do comandante inglês, que recebia as instruções da torre de controle. O C-130 Hercules de Shomron colocou-se exatamente atrás do cargueiro.
O Hércules líder levava a força de resgate, chefiada pelo Tenente-Coronel Yoni. Também levava dois jipes e o agora famoso Mercedes preto, uma cópia perfeita do carro pessoal do ditador Idi Amin Dada. Dois C-130 Hercules adicionais levavam reforços e tropas destinadas a executar missões especiais, tais como destruir os MiGs estacionados nas proximidades. Um quarto C-130 Hercules foi enviado para evacuar os reféns.
O grupo aéreo também incluía dois Boeing 707. Um funcionava como posto de comando. O outro, equipado como um hospital aéreo, aterrissou em Nairobi, no vizinho Quênia. Os C-130 Hercules foram escoltados por um F-4 Phantom II até onde foi possível - cerca de um terço da distância. Circundando uma tempestade sobre o Lago Vitória, os C-130 Hercules aproximaram-se do final de um voo de 7 horas e 40 minutos. Porém, esperava-os uma surpresa: as luzes da pista estavam ligadas! Mesmo assim, aterraram sem serem detectados às 23h01 (hora local), apenas um minuto depois da hora prevista.

## A chegada em Entebbe e o resgate
Após a aterrissagem, o primeiro C-130 Hercules, pilotado pelo Coronel Shani, segue para uma área mais escura da pista e, enquanto o cargueiro inglês taxiava, o Mercedes e dois Land Rover descem a rampa, transportando 35 membros da força-tarefa, entre eles Netanyahu, que iria tomar de assalto o velho terminal. Detalhe: os militares que iam no Mercedes estavam vestidos com uniformes ugandenses. Os operadores de radar não perceberam o intruso e nenhum alarme foi dado. Por esse erro, seriam logo depois executados pelo enraivecido e humilhado Idi Amin.
Em outro local, dez membros da brigada de infantaria Golani saltam do avião e espalham sinais para orientar a aterrissagem das outras três aeronaves, que se aproximam rapidamente.
Porém, os ugandenses logo perceberam a farsa e a 100 m do terminal duas sentinelas, com metralhadoras apontadas, ordenaram ao carro que parasse. Netanyahu e outro oficial abriram fogo com pistolas dotadas de silenciador, atingindo um dos homens, e o grupo seguiu em frente até uns 50 m do edifício. A partir daí, os israelenses foram a pé. Os reféns estavam todos deitados no salão principal e muitos dormiam. Quatro terroristas haviam sido deixados montando guarda, um à direita, dois à esquerda e um no fundo do salão. Todos estavam de pé e puderam ser identificados devido às armas que portavam. Apanhados de surpresa, foram mortos imediatamente, e o grupo de assalto subiu pelas escadas. Os reféns advertiram que havia mais terroristas e soldados ugandenses no andar de cima. As ordens eram para tratar os ugandenses como inimigo armado, se abrissem fogo; caso contrário, seriam poupados. Mas para os terroristas não haveria misericórdia. Diversos deles foram eliminados à queima-roupa enquanto dormiam. A ação no terminal antigo durou três minutos.
Sete minutos depois que o primeiro C-130 Hercules aterrissou, o segundo pousava, seguido pelo terceiro e pelo quarto. Logo que as rampas eram baixadas, jipes e veículos de transporte saíam em disparada, atravessando a pista. O grupo comandado pelo coronel Matan Vilnai assaltou o edifício do novo terminal, que havia sido apressadamente abandonado pelos ugandenses. As tropas de Amin pareciam totalmente confusas e incapazes de esboçar uma reação coerente. A única resistência determinada vinha da torre de controle, de onde partiu a rajada que feriu mortalmente Yoni Netanyahu, postado do lado de fora do velho terminal. Mas a unidade de Vilnai eliminou esse núcleo de oposição graças ao fogo concentrado de metralhadoras e lança-granadas.
O grupo do coronel Uri Orr encarregou-se do embarque dos reféns no avião que os aguardava. Por sua vez, a equipe que tinha ordens de eliminar os MiGs 17 e 21 ugandenses, levou poucos minutos para transformar onze deles em bolas de fogo com rajadas de metralhadoras.
O último dos quatro C-130 Hercules, com Shomron a bordo, parte de Entebbe às 00h30 do dia 4 de julho – 90 minutos depois de o primeiro ter aterrissado.

## O regresso
Após uma breve escala em Nairóbi, para reabastecimento e a transferência dos feridos para o avião hospital, os reféns e os militares iniciam o voo de volta a Israel, por volta das 4 horas da madrugada do dia 4. Entretanto, apesar de todos os esforços dos médicos – então chefiados pelo coronel Ephraim Sneh, Yoni não resiste aos ferimentos e morre. Do lado israelense os mortos foram quatro: Yoni e três reféns – dois faleceram no fogo cruzado com os terroristas e uma senhora de idade, Dora Bloch, que havia sido transferida para um hospital de Uganda e que posteriormente foi assassinada por ordem de Idi Amin. Dos 13 terroristas envolvidos no sequestro, os oito que estavam no aeroporto foram mortos, entre os quais Böse e Kuhlmann. Os demais, segundo Shomron, estavam fora do aeroporto. Morreram ainda 35 ugandenses na operação. Além disso, um número incerto de soldados ugandenses e autoridades civis do aeroporto foram, posteriormente, executadas por ordem de Idi Amin em virtude dos efeitos morais da operação sobre o governo ugandense.
Nas primeiras horas da manhã do dia 4 de julho, o C-130 Hercules pilotado por Shani sobrevoa Eilat e desce em uma base da Força Aérea Israelense (FAI) na região central do país. Enquanto os reféns são atendidos pelas equipes de terra, as unidades de combate descarregam seus equipamentos. Em seguida, retornam às suas bases e retomam suas funções de rotina, afastados da euforia que tomava conta de Israel e da admiração e respeito que haviam conquistado em todo o mundo pelo que haviam feito naquela noite.
Ainda no dia 4, aproximadamente ao meio-dia, um C-130 Hercules da Força Aérea Israelense aterrissa no Aeroporto Internacional Ben Gurion. De suas portas traseiras, 102 pessoas saíram em segurança para se reunir a seus familiares e amigos.

## Reações

### Resposta ugandense
Amin ficou furioso ao saber do ataque e supostamente afirmou que que ele poderia ter ensinado uma lição aos israelenses se soubesse que eles atacariam. Após a operação, Isaac Maliyamungu (militar ugandense e um dos asseclas de Amin) ordenou a prisão de 14 soldados ugandenses que ele acusou de cooperar com os israelenses. Eles foram reunidos no Quartel de Makindye e Maliyamungu matou 12 desses soldados com sua pistola.
Dora Bloch, uma mulher israelense com cidadania britânica de 74 anos e uma das reféns, havia sido levada para o hospital Mulago Hospital, em Campala, quando engasgou num osso de galinha. Como retaliação pelo ataque israelense, ela foi morta por militares ugandenses, a mando de Amin. Alguns médicos e enfermeiras também teriam sido mortos ao tentarem impedir os soldados. Em abril de 1987, Henry Kyemba, o então procurador-geral e ministro da justiça ugandense, disse para a Comissão de Direitos Humanos de Uganda que Bloch havia sido arrastada para fora do hospital e morta pelos soldados de Amin a sangue frio. O corpo de Bloch foi jogado na traseira de um carro com placas da agência de inteligência ugandense. Seus restos mortais foram recuperados perto de uma plantação de açúcar a 32 km a leste de Campala, em 1979, após a conclusão da Guerra Uganda-Tanzânia e a queda de Amin.
Um outra retaliação pela operação foi a morte de centenas de quenianos, que viviam em Uganda, a mando de Amin. A razão por essas mortes seria o fato do governo do Quênia ter dado apoio aos israelenses, permitindo que eles usassem seu espaço aéreo e até pousassem seus aviões. Uganda matou pelo menos 245 quenianos apenas no aeroporto de Entebbe. Para evitar mais massacres, cerca de 3 000 civis quenianos fugiram de Uganda como refugiados.

### Resposta internacional
As nações ocidentais saudaram o ataque e apoiaram Israel. O governo da Alemanha Ocidental chamou a operação de "um ato de autodefesa". Suíça e França também elogiaram o ataque. Representantes do Reino Unido e Estados Unidos também exortaram a ação, afirmando que a Operação Entebbe era uma "operação impossível". Alguns nos Estados Unidos notaram que os reféns foram libertados em 4 de julho de 1976, 200 anos após a assinatura da declaração de independência dos Estados Unidos. Em uma conversa privada com o embaixador israelense Dinitz, Henry Kissinger criticou Israel por utilizarem equipamentos americanos na operação, mas ele não fez essa crítica em público na época. Em meados de julho de 1976, o porta-aviões USS Ranger e seus navios de apoio entraram no Oceano Índico e operaram na costa do Quênia em resposta a uma ameaça de ação militar por forças de Uganda.
O Conselho de Segurança das Nações Unidas se reuniu em 9 de julho de 1976, para considerar uma reclamação do presidente da Organização da Unidade Africana que acusou Israel de "ato de agressão". O Conselho permitiu que o embaixador de Israel nas Nações Unidas, Chaim Herzog, e o ministro das relações exteriores de Uganda, Juma Oris Abdalla, participassem sem direito a voto. O Secretário Geral da ONU, Kurt Waldheim, disse ao Conselho de Segurança que o ataque foi "uma grave violação da soberania de um Estado-Membro das Nações Unidas", embora estivesse "plenamente ciente de que este não é o único elemento envolvido ... quando a comunidade internacional agora é obrigada a negociar com problemas sem precedentes decorrentes do terrorismo internacional".

## Filmografia
- Raid on Entebbe, (Resgate Fantástico), 1977, direção de Irvin Kershner.
- Victory on Entebbe, 1976, direção de Marvin J. Chomsky.
- Mivtsa Yonatan, 1978, direção de Menahen Golan.
- Operation Thunderbolt: Entebbe, 2000, direção Eyal Sher (Documentário)
- 7 Days in Entebbe, 2018, direção José Padilha